# Сакро Куоре (Катанија)
Сакро Куоре је насеље у Италији у округу Катанија, региону Сицилија.
Према процени из 2011. у насељу је живело 134 становника. Насеље се налази на надморској висини од 613 м.